# Korpus inženircev Indijske kopenske vojske
Korpus inženircev Indijske kopenske vojske je administrativno poveljestvo Indijske kopenske vojske, ki nadzoruje inženirske enote Indijske kopenske vojske.